# Бирюков, Анатолий Илларионович
Анатолий Илларионович Бирюков (1929—2012) — советский работник металлургической промышленности, Герой Социалистического Труда.

## Биография
Родился 21 ноября 1929 года.
Окончил таганрогскую школу № 24, затем — ремесленное училище № 45 (в 1946 году) и пришел в листопрокатный цех Таганрогского металлургического завода. Обучался профессии болтовщика, позже освоил работу сварщика, машиниста правильного стана, садчика слитков в печь, машиниста передней и задней площадок. Стал вальцовщиком в бригаде П. П. Завгороднего.
В 1960-е годы Бирюков возглавил бригаду в листопрокатном цехе. После травмы стал инвалидом и его перевели в отдел технического обучения. В конце 1980-х годов был избран председателем трудового совета завода, который возглавлял до ухода на пенсию.
Умер 9 апреля 2012 года.

## Награды
- Указом Президиума Верховного Совета СССР от 22 марта 1966 года — за выпуск качественной продукции и выдающиеся успехи в развитии чёрной металлургии старшему вальцовщику Таганрогского металлургического завода, Анатолию Бирюкову было присвоено звание Героя Социалистического Труда с вручением ордена Ленина и золотой медали «Серп и Молот».
- Также награждён медалями «Ветеран труда» и «За доблестный труд», знаками «Победитель соцсоревнования», «Ударник пятилетки», «Почётный ветеран ОАО „Тагмет“».

## Память
- В Таганроге на фасаде дома № 20-6 по улице Пальмиро Тольятти, где много лет жил Герой, а сейчас проживает его семья — установлена мемориальная доска[2] с текстом:[3]

В этом доме жил Бирюков Анатолий Илларионович (21.11.1929 — 09.04.2012), Герой Социалистического Труда, металлург-прокатчик. Работал на Таганрогском металлургическом заводе со дня его восстановления после освобождения г. Таганрога от немецко-фашистских захватчиков.